# Alfreda Tamoševičienė
Alfreda Tamoševičienė (* 1949 in Telšiai) ist eine litauische konservative Politikerin, ehemalige Bürgermeisterin und Vizebürgermeisterin der Rajongemeinde Telšiai.

## Leben
Nach dem Abitur absolvierte sie 1971 das Studium der Geige am Juozas-Tallat-Kelpša-Konservatorium Vilnius und 1976 das Musikpädagogik-Studium an der Litauische Musik- und Theaterakademie in Vilnius und wurde Musiklehrerin. 2005 absolvierte sie auch ein Fernstudium beim Kolleg Niederlitauens.
Von 1995 bis 2015 war sie Mitglied im Rat der Gemeinde.
1995–1997 war sie Stellvertreterin des Bürgermeisters von Telšiai und 1997 Bürgermeisterin der Rajongemeinde. Von 1997 bis 2000 war sie Kultur-Beraterin des Bürgermeisters. Ab 2000 arbeitete sie als Geige-Lehrerin an der Musikschule Telšiai.

## Familie
Tamoševičienė ist Witwe. Sie hat den Sohn Rokas und die Tochter Eglė.